# Victorwithius proximus
Victorwithius proximus är en spindeldjursart som först beskrevs av Edvard Ellingsen 1905.  Victorwithius proximus ingår i släktet Victorwithius och familjen Withiidae. Inga underarter finns listade i Catalogue of Life.